# Penisa niviceps
Penisa niviceps är en fjärilsart som beskrevs av Turner 1909. Penisa niviceps ingår i släktet Penisa och familjen nattflyn. Inga underarter finns listade i Catalogue of Life.